# Hugh Nibley
Hugh Winder Nibley (27 de marzo de 1910 - 24 de febrero de 2005) fue un profesor de la Universidad Brigham Young. Sus trabajos -que en su mayoría intentaron dar evidencias arqueológicas, lingüísticas e históricas de las propuestas de Joseph Smith Jr.- aunque no sean posición oficial de la Iglesia Mormona, son muy tenidos en cuenta por la comunidad mormona.
Escritor y profesor prolífico, de la Biblia y del Libro de Mormón en BYU, tenía fluidez en numerosas lenguas, incluyendo el latín clásico, griego, hebreo, egipcio, copto, árabe, alemán, francés, inglés, italiano y español. Estudió neerlandés y ruso durante la Segunda Guerra Mundial. También estudió inglés antiguo y búlgaro antiguo, y su fluidez en noruego antiguo le permitió leer una enciclopedia entera en dicho idioma.
Escribió y dio charlas sobre las escrituras mormonas y sobre temas doctrinales, publicó numerosos artículos en las revistas de la Iglesia de Jesucristo de los Santos de los Últimos Días. Su An Approach to the Book of Mormon fue adoptado en 1957 por la Iglesia SUD como un manual de estudio religioso.

## Biografía
Hugh Nibley nació en Portland, Oregón hijo de Alexander Nibley y su esposa Agnes Sloan. Alexander Nibley era hijo de Charles W. Nibley y de su esposa Rebecca Neibaur. Alexander sirvió entre 1906 y 1907 como presidente de la Misión de los Países Bajos de la Iglesia Mormona. Rebecca era hija de Alexander Neibaur, un judío nativo de Alsacia que emigró a Inglaterra y se convirtió al mormonismo. Más tarde se unió a la iglesia mormona y emigró a América. Nibley se casó con Phyllis Draper en septiembre de 1946 y la pareja tuvo ocho hijos.

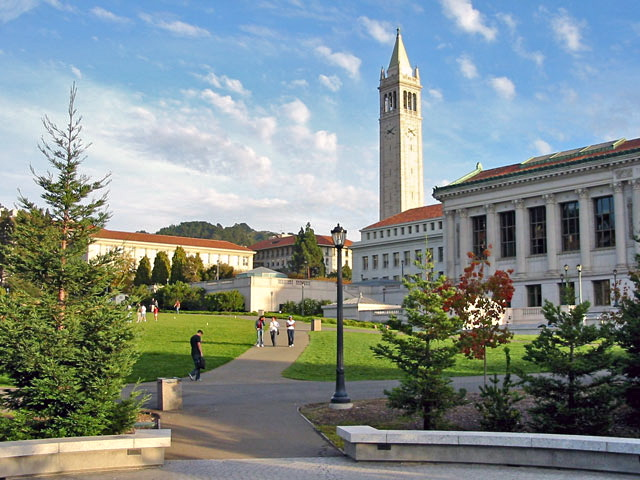
En 1938, Hugh Nibley logró el doctorado como University Fellow en la Universidad de California en Berkeley.

Con diecisiete años, Nibley se convirtió en misionero mormón en Alemania, y sirvió dos años y medio, entre 1927 y 1930.
Durante su misión se sentía un poco culpable porque dedicaba parte de su tiempo a estudiar el idioma griego clásico, a pesar de la regla que ordenaba que los misioneros solo podían estudiar las escrituras y unos pocos libros de la Iglesia de Jesucristo de los Santos de los Últimos Días.

Empezó sus estudios en la universidad de California, Los Ángeles, graduándose summa cum laude y logró el doctorado como University Fellow en la Universidad de California en Berkeley en 1938. Quería investigar el fenómeno de la mafia en la antigua Roma para su tesis pero su comité de graduación lo desestimó por considerarlo irrelevante para la civilización moderna. En esa época tuvo lugar la Noche de los cristales rotos en Alemania.

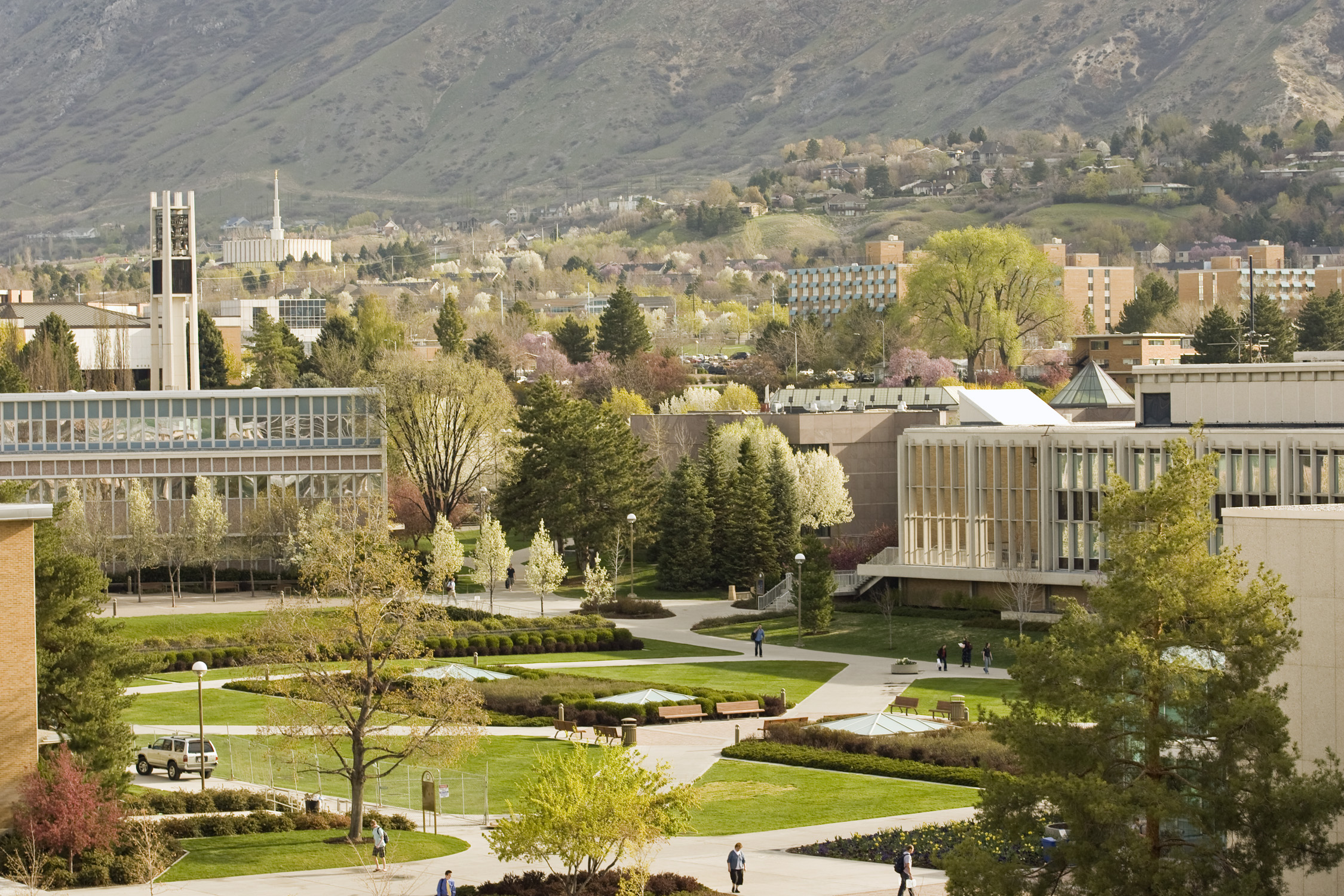
Entre 1946 y 1975, Hugh Nibley trabajó como profesor de historia, lenguas y religión en la Universidad Brigham Young, en el estado de Utah.

Durante la Segunda Guerra Mundial se alistó como privado, pero finalmente llegó a sargento mayor trabajando en la inteligencia militar para la 101 División Aérea de la Armada de los Estados Unidos, el famoso "Screaming Eagles". Condujo el primer jeep en tierra de las fuerzas de Utah Beach en la invasión del Día D, aterrizó en planeador en Eindhoven como parte de la Operación Market Garden, y fue testigo de las secuelas de los campos de concentración nazis.
A petición del apóstol John A. Widtsoe se convirtió en 1946 en profesor de historia, lenguas y religión en la Universidad Brigham Young. Nibley trabajó como miembro de la facultad en la escuela propiedad de la Iglesia SUD hasta su jubilación en 1975, pero continuó enseñando hasta 1994. Durante sus últimos años como profesor emérito, y antes de su última enfermedad, Nibley manutvo una pequeña oficina en la Librería Harold B. Lee en BYU donde trabajó en su obra maestra titulada One Eternal Round, centrada en el hipocéfalo ("Facsimile 2") del Libro de Abrahán. Entregó los materiales para su último libro a FARMS en los últimos meses de 2002. Se esperaba que se publicara en marzo de 2010 como conmemoración del 100 aniversario de su nacimiento. Nunca le gustó ser el centro de atención y dio autorización para que se escribiera su biografía solo después de que hubiera fallecido, la cual se publicó dos años después de su muerte.
Tras acabar confinado en una cama por su enfermedad unos dos años, Nibley murió el 24 de febrero de 2005 en su casa en Provo, Utah a la edad de 94 años.

### Puntos de vista sociales y políticos
Los puntos de vista de Nibley le marcaron como un mormón atípico. Era un activo demócrata y un ardiente conservacionista y a menudo criticaba las políticas republicanas. Se opuso firmemente a la intervención estadounidense en la Guerra de Vietnam durante una era «en la que era muy impopular hacer eso en la cultura mormona». Fue autor de "Approaching Zion", un acta de acusación del capitalismo y una aprobación de la ley de consagración
A Nibley también le molestaba lo que creía que era la casi dogmática aplicación de algunas partes del código de honor de la Brigham Young. No tenía ninguna objeción a las peticiones de castidad o de obedecer la Palabra de Sabiduría, pero pensaba que a veces el intenso escrutinio dirigido al aseo (el estilo de pelo y la ropa) era equivocado. En 1973 dijo que «los peores pecadores, según Jesús, no son las rameras y los publicanos, sino los líderes religiosos con su insistencia en el vestido apropiado y la ropa, su cuidada observancia de todas las reglas, su precisa preocupación por el estatus de los símbolos, su estricta legalidad, su patriotismo pío... el corte de pelo se convierte en un test de virtud en un mundo donde Satán engaña y manda por las apariencias».
Nibley criticó la cultura mormona por su aceptación del arte kitsch folclorista sobre el buen arte; favoreciendo el comercio diario de revistas sobre la doctrina en los sermones; y el derribar estructuras pioneras en favor de nuevos edificios a la moda.

## Académico
Nibley, junto con B. H. Roberts es uno de los apologistas más influyentes del mormonismo. Fue elogiado por los investigadores evangélicos Mosser y Owen por su habilidad para recurrir a fuentes históricas con el fin de proporcionar evidencias sobre las creencias de los santos de los últimos días. Las investigaciones de Nibley oscilan desde la historia egipcia, hebrea y cristiana y a veces tomaba sus notas en una mezcla de taquigrafía Gregg, en árabe, hebreo, griego y egipcio. Nibley «insistía en leer las fuentes primarias y secundarias relevantes en su versión original y podía leer árabe, copto, neerlandés, egipcio, francés, alemán, griego, hebreo, italiano, latín, noruego antiguo, ruso y otras lenguas». En una crítica perceptiva, William J. Hamblin, un colega de Nibley en la universidad subrayó que la «metodología de Nibley consiste más en la literatura comparada que en la historia». Douglas F. Salmon examinó en profundidad el método comparativo de Nibley, centrándose en los últimos trabajos sobre Henoc.
Entre otros temas Nibley escribió sobre los templos mormones, el Henoc histórico, las similitudes entre las creencias de los cristianos gnósticos y las de los mormones y sobre lo que creyó que eran obras antimormonas. Escribió una breve y emocionada respuesta a la obra No Man Knows My History de Fawn M. Brodie, titulada No Ma'am, That's Not History.
También publicó artículos de investigación en revistas sobre temas sin relación directa con el mormonismo. Uno de estos artículos que aún se cita en las obras en el campo de los estudios romanos fue el de sparsiones. Su tesis de Berkeley fue sobre las fiestas romanas. Publicó en revistas como Classical Journal, Western Political Quarterly, Western Speech, Jewish Quarterly Review, Church History, Revue de Qumran, Vigililae Christianae, The Historian, The American Political Science Review, y la Encyclopaedia Judaica. Su ensayo "The Passing of the Church: Forty Variations on an Unpopular Theme", publicado en la revista Church History, desató un corto pero encarnecido debate dentro de las páginas de la revista en 1961.
Se alejó de las publicaciones académicas en favor de las mormonas a mediados de los sesenta. Significativamente, sus publicaciones mormonas llamaron más la atención que muchas de sus publicaciones en revistas, por ejemplo, tuvo lugar una larga discusión en las páginas de Catholic Biblical Quarterly entre 1950-51 sobre su artículo en Improvement Era, "Baptism for the Dead in Ancient Times". Nibley también fue alabado por académicos no mormones como Jacob Neusner, James Charlesworth, Cyrus Gordon, Raphael Patai, y Jacob Milgrom.[cita requerida]

### Etimología original
Nibley propuso nuevas traducciones de algunas palabras importantes:
- Atón - Tradicionalmente traducido como "disco solar". Nibley señaló que las ilustraciones en relieve de Atón lo presentaban como una esfera, no como un disco plano, concluyendo que la traducción correcta sería "globo", "orbe", o "esfera".
- Kefa - Nibley señaló que en árabe y en arameo esta palabra se refiere a las piedras verdes cristalinas utilizadas para la adivinación. Su mejor traducción sería "piedra vidente". En el Nuevo Testamento griego aparece como Kefas mientras que en castellano sería Cefas.
- Makhshava - esta palabra hebrea se traduce como "pensamiento" pero Nibley hizo caso de la traducción como "plan", por ejemplo, en el libro de traducciones de Ester muchos dicen que Amán "pensó" destruir al pueblo judío. Nibley sugiere que es más exacto decir que planeaba exterminarlos. No solo pensó en ello, sino que trazó un plan.
- Shiblon - Este nombre del Libro de Mormón, según Nibley, está relacionado con la palabra árabe shibl "cachorro de león". El estudiante de Nibley, Benjamín Urrutia hizo la conexión con el "cachorro de jaguar" de la imaginería de los olmecas en Mesoamérica, una teoría que ha sido ampliamente seguida por los académicos mormones.[19]

### Críticas académicas
Hay muy pocas críticas no mormonas a las obras de Nibley. Muchos de sus textos y artículos fueron publicados por la IJSUD, su metodología ha desatado la crítica del académicos mormones como Kent P. Jackson. Entre las críticas se encuentra que Nibley utilizaba pruebas de culturas y periodos de tiempo muy dispares sin una preparación adecuada que podría resultar engañosa.
Además, Douglas F. Salmon acusa a Nibley de "paralelomanía" (definida como "abuso o uso impropio de paralelismos en la exposición de un texto"). En un artículo en Dialogue: A Journal of Mormon Thought Salmon alega que el trabajo de Nibley se basa en establecer paralelismos entre el Libro de Mormón y otras obras que se ajusten a su clasificación. Salmón indica:

«El número de paralelismos que Nibley ha sido capaz de descubrir
 a partir de fuentes increíblemente dispares y arcanas es verdaderamente asombroso. Por desgracia, parece que hay un abandono de cualquier reflexión metodológica o de articulación en este esfuerzo.»

La metodología de Nibley se inspira en la obra de la Escuela de Mitos y Rituales centrada en la Universidad de Cambridge, representada por J. G. Frazer en su obra The Golden Bough. También se inspiró en la obra del profesor de la Universidad de Chicago Mircea Eliade, quien supuestamente también alabó la habilidad de Nibley. Fue también crítico con la obra de Joseph Campbell, aunque este último fue sin duda un alma gemela. Como la mayoría de estos otros académicos de principios del siglo XX, la metodología de Nibley tiene, pues, fecha de caducidad, aunque al igual que las obras de la Escuela de Mitos y Rituales, su trabajo sigue siendo una fuente de inspiración para las generaciones más jóvenes de los estudiosos SUD por su amplitud y la profundidad del aprendizaje, conocimiento y la imaginación poética.

### Estudiantes
Estudiantes con influencias de Nibley son:
- Krešimir Ćosić, estrella del baloncesto internacional y diplomático.
- Avraham Gileadi, escritor y académico; uno de los Seis de Septiembre, finalmente rebautizado.
- John Gee, egiptólogo.
- Benjamin Urrutia, escritor y académico.

## Controversia familiar
La hija de Nibley, Martha Beck, es una socióloga estadounidense, y terapeuta que vive en Arizona. Es también una autora de best-sellers y posee un BA en Estudios de Asia Oriental, y un MA y un Doctorado en Sociología por la Universidad de Harvard en Massachusetts. También trabajó en la década de los 90 en el Departamento de Sociología de BYU en la época en la que cinco miembros fueron excomulgados por la publicación de sus escritos académicos donde criticaban a la IJSUD. En 2005, Beck acaparó la atención de todos los Estados Unidos después de publicar su best-seller "Leaving the Saints: How I Lost the Mormons and Found My Faith" en el cual Beck acusa de abusos sexuales a su padre y detalla las circunstancias en las cuales dejó la IJSUD. La familia de Hugh Nibley, incluyendo las gemelas de Beck, han respondido diciendo que las acusaciones del libro son falsas y han expresado su "indignación" con respecto al libro y las acusaciones. En la actualidad, Beck vive con su pareja Karen Gerdes y sus tres hijos adolescentes.

## Publicaciones
The Collected Works of Hugh Nibley series
Ha habido 19 volúmenes publicados hasta la fecha, todos publicados a través de Deseret Book:
1. Old Testament and Related Studies; ISBN 0-87579-032-1 (Hardcover, 1986)
2. Enoch the Prophet; ISBN 0-87579-047-X (Hardcover, 1986)
3. The World and the Prophets; ISBN 0-87579-078-X (Hardcover, 1987)
4. Mormonism and Early Christianity; ISBN 0-87579-127-1 (Hardcover, 1987)
5. Lehi in the Desert/The World of the Jaredites/There Were Jaredites; ISBN 0-87579-132-8 (Hardcover, 1988)
6. An Approach to the Book of Mormon; ISBN 0-87579-138-7 (Hardcover, 1988)
7. Since Cumorah; ISBN 0-87579-139-5 (Hardcover, 1988)
8. The Prophetic Book of Mormon; ISBN 0-87579-179-4 (Hardcover, 1989)
9. Approaching Zion; ISBN 0-87579-252-9 (Hardcover, 1989)
10. Ancient State: The Rulers & the Ruled; ISBN 0-87579-375-4 (Hardcover, 1991)
11. Tinkling Cymbals and Sounding Brass: The Art of Telling Tales about Joseph Smith and Brigham Young; ISBN 0-87579-516-1 (Hardcover, 1991) (includes No, Ma'am, That's Not History)
12. Temple and Cosmos: Beyond This Ignorant Present; ISBN 0-87579-523-4 (Hardcover, 1992)
13. Brother Brigham Challenges the Saints; ISBN 0-87579-818-7 (Hardcover, 1994)
14. Abraham in Egypt; ISBN 1-57345-527-X (Hardcover, 2000)
15. Apostles and Bishops in Early Christianity; ISBN 1-59038-389-3 (Hardcover, 2005)
16. The Message of Joseph Smith Papyri: An Egyptian Endowment; ISBN 1-59038-539-X (Hardcover, 2006)
17. Eloquent Witness: Nibley on Himself, Others, and the Temple; ISBN 1-60641-003-2 (Hardcover, 2008)
18. An Approach to the Book of Abraham; ISBN 1-60641-054-7 (Hardcover, 2009)
19. One Eternal Round; ISBN 1-60641-237-X (Hardcover, 2010)

## Libros sobre Nibley
- Sergeant Nibley, Ph.D.: Memories of an Unlikely Screaming Eagle. Una memoria de las experiencias de Nibley durante la Segunda Guerra Mundial. Está firmado por "Hugh Nibley y Nibley Alex", y refleja las experiencias de Nibley, escritas y editadas por su hijo Alex.

- Hugh Nibley: A Consecrated Life - The Authorized Biography of Hugh Nibley. Escrito por el yerno de Hugh, Boyd Jay Petersen, y publicado por Kofford Books ISBN 1-58958-020-6 en 2002. Es la única biografía completa de Hugh Nibley hasta la fecha y será la única autorizada personalmente por él.